# Helina antilodactyla
Helina antilodactyla este o specie de muște din genul Helina, familia Muscidae, descrisă de Xue și Xiaolong Cui în anul 2003. Conform Catalogue of Life specia Helina antilodactyla nu are subspecii cunoscute.